# Не бойся темноты (Американская история ужасов)
«Не бойся темноты» (англ. «Don't Be Afraid of the Dark») — второй эпизод седьмого сезона американского телесериала в жанре антология «Американская история ужасов». Премьерный показ состоялся 12 сентября 2017 года на телеканале FX. Режиссёром выступила Лиза Джонсон, сценаристом — Тим Майнир.
Элли сталкивается с новыми кошмарными видениями. Теперь клоуны преследуют не только её, но и Оззи. Однако все вокруг уверены, что у женщины элементарный психоз. Положение Элли ухудшается, когда к ней в дом заявляется Кай.

## Описание
Элли пугает клоун в её спальне, и она зовет Айви на помощь. Та хватает нож, и они вместе идут обыскивать комнату. Не обнаружив там ничего, Элли говорит, что теряет рассудок. Айви пытается её успокоить. Тем времен Озу снится, что на него нападают Твисти и клоун из фургона с мороженым. Его мамы, которые в это время целовались, бегут успокаивать его. Он отталкивает Элли и обнимает Айви.
В репортаже Беверли Хоуп рассказывает о нападении иммигрантов на Кая Андерсона. Избиение сняли на телефон Медоу и Харрисон Уилтон. Вопрос с латиноамериканцами ещё решается, есть вероятность их депортации. Кай попиарился на этой ситуации и намерен ещё раз подать заявление в совет на удачно освободившееся место Тома Ченга. В интервью он говорит, что Трамп был прав насчёт иммигрантов. Он утверждает, что в городе больше небезопасно и просит поддержать его на выборах.
Элли видит, что в дом Ченгов въезжают Уилтоны. Она подходит посмотреть, что внутри дома. Харрисон замечает её, но та лишь безмолвно уходит.
Работник кухни ресторана «Мясная лавка на главной» ссорится со своим коллегой-латиноамериканцем Педро. Элли разнимает их.
Оз обижен на Уинтер за то, что она выставила его выдумщиком перед родителями. Она отвечает, что это была ложь во благо. Уинтер дарит ему фигурку Твисти и предлагает провести ритуал, взявшись мизинцами. Няня просит его забыть о страхе. Оз признает, что его пугают новые соседи, поэтому Уинтер ведёт его познакомить с ними.
Айви и Элли приходят домой, где узнают от Уинтер, что Оз у соседей. Они направляются туда. Оз увлечённо наблюдает за тем, как Харрисон занимается пчеловодством. Элли пугают соты, но она пытается держать себя в руках. Познакомившись поближе с соседями, они узнают, что у Медоу был рак кожи, и их брак на самом деле лавандовый. Странная парочка купила дом, так цена на него довольно снизилась, и произошедшее их не особо смущает.
Айви находит новых соседей эксцентричными, но нормальными, а Элли кажется, что они скрывают какие-то секреты из-за чего у них в доме полно бочек. Оз не может заснуть один, поэтому просится к своим мамам. Срабатывает сигнализация в ресторане, и Элли отправляется туда. В морозильной камере она находит на крюке того, кто ссорился с латиноамериканцем.
Спустя неделю Элли пытается максимально обезопасить свой дом с помощью решеток на окнах и дверях. Айви невзначай приводит в дом Руди Винсента. Элли винит себя в том, что убила того мужчину. Он был ещё жив, но когда она пыталась снять его с крюка, то насадила ещё сильнее. Руди уверяет, что в этом нет её вины. Полиция подозревает Педро. Элли рассказывает, что взяла у Харрисона пистолет. Руди не может рассказать это Айви, которая и вызвала её, из-за правил конфиденциальности. Всё, что он сообщает ей, — Элли показывает симптомы агорафобии (боязни открытого пространства).
Кто-то стучит в дверь. Элли хватает нож и идёт открывать. Оказывается, это Кай. Элли узнаёт подонка, который облил её кофе. Он просит войти внутрь о поговорить, но получает отказ. Он замечает решётки и нож за спиной Элли и спрашивает, давно ли она чувствовала себя в безопасности. Кай ведёт себя агрессивно, и Элли закрывает дверь перед его лицом.
Педро говорит Айви, что его семья очень переживает после убийства. Айви верит, что он хороший человек и не делал этого.
Перед тем, как лечь спать, Оз говорит Уинтер, что не понимает спит он или нет. Та отвечает: «Если не уверен, просто спроси». Элли не хочет принимать таблетки, о чём узнает Уинтер. Няня предлагает ей альтернативу — ванную с морской солью и вино. Уинтер набирает ванную и снимает топ. Затем она соблазняет Элли, но в самый напряженный момент выключается свет. Оз видит клоуна в своей комнате, но продолжает лежать, так как тот утверждает, что это просто сон.
Харрисон приносит в дом главных героинь свечи и говорит, что света нет в 8 штатах, возможно, из-за террористических атак, поэтому советует не выходить из дома. Несмотря на мольбы Элли остаться, Уинтер уходит домой охранять свои ценности. Элли звонит жене и просит приехать, но та не может сейчас оставить ресторан. У Элли садится телефон, Айви, поняв это, просит Педро отвезти ей аккумулятор.
Элли слышит чьё-то присутствие в доме и обнаруживает, что провода сигнализации перерезаны. Клоун тушит её свечу, Элли бежит наверх, где её уже поджидает другой. Она сталкивает его с лестницы и забирает Оза. Они идут ко входу, Элли хочет перебежать к соседям и просит держаться рядом с ней. Педро в это время подходит к дому и Элли от испуга стреляет в него.

## Критика и приём
В премьерный показ «Не бойся темноты» посмотрело 2,38 миллиона человек с долей 1,1 в возрастной категории от 18 до 49 лет.
Эпизод получил положительные отзывы от критиков. На аналитическом агрегаторе Rotten Tomatoes «Не бойся темноты» имеет рейтинг 88 %, основанный на 16 реценциях.